# Lepidonotothen larseni
Lepidonotothen larseni är en fiskart som först beskrevs av Lönnberg, 1905.  Lepidonotothen larseni ingår i släktet Lepidonotothen och familjen Nototheniidae. Inga underarter finns listade i Catalogue of Life.